# Мій найстрашніший кошмар
«Мій найстрашніший кошмар» (фр. Mon pire cauchemar) — франко-бельгійська романтична комедія 2011 року.

## Зміст
Вона живе зі своїм чоловіком і сином поруч із Люксембурзьким палацом. Він живе зі своїм сином у задній частині фургона. Вона очолює престижний фонд сучасного мистецтва. Він змушений перебиватися випадковою роботою. Вона регулярно зустрічається з міністром культури. Він зустрічається тільки з пляшками алкоголю. Вона любить обговорювати різні ідеї. Він любить секс із жінками з великими грудьми. Вони абсолютно не мають нічого спільного і не повинні були б навіть зустрічатися. Та їхні діти стають нерозлучними і незабаром їм доведеться зрозуміти чому. Зіткнення двох різних світів торкнеться життя не лише їх самих, але й усіх оточуючих.

## Ролі
| Актор           | Роль      |
| --------------- | --------- |
| Бенуа Пульворд  | Патрік    |
| Ізабель Юппер   | Агата     |
| Андре Дюссольє  | Франсуа   |
| Вірджинія Ефіра | Жюлі      |
| Корентін Деврое | Тоні      |
| Донатен Сюнер   | Адрен     |
| Орельен Рекуан  | Тьєррі    |
| Ерік Бергер     | Себастьян |
| Філіп Маньян    | директор  |
| Бруно Подалідес | Марк-Анрі |

## Виробництво і вихід
Попереднім фільмом Анн Фонтен був тріумфальний «Коко до Шанель» 2009 року, також спродюсований Філіпом Каркассон. «Мій найстрашніший кошмар» був знятий восени 2010 року, і вийшов в прокат у Франції в листопаді наступного року. Фільм отримав змішані відгуки і довгострокової уваги до себе не викликав.